# Farbaky István

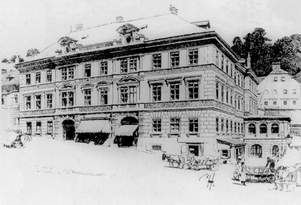
M. kir. Bányászati és Erdészeti Akadémia

Farbaky István György Imre (Nyíregyháza, 1837. augusztus 15. – Selmecbánya, 1928. december 3.) magyar bányamérnök, tanszékvezető, a selmecbányai Bányászati és Erdészeti Akadémia igazgatója, feltaláló, országgyűlési képviselő.

## Életrajza
Evangélikus papcsaládban született. Felesége Kürthy Piroska (?-1918), fiuk ifj. Farbaky István (1870-1915) igazságügyminisztériumi osztálytanácsos volt. Csak oldalági rokonai maradtak. Unokaöccse Farbaky Gyula volt. Távolabbi rokonságába tartozott Szombathely Győző alispán, országgyűlési képviselő.
Nyíregyházán végezte alap-, és középfokú tanulmányait, de a középiskola felső négy osztályát az eperjesi evangélikus kollégiumban fejezte be. Tanulmányait a selmecbányai Bányászati és Erdészeti Akadémián folytatta. 1858-ban a csehországi Pribram-ban volt gyakornok. 1859-től a matematika tanszéken tanársegéd, 1867-től rendes tanár. Matematikát, valamint mechanikát és gépészetet adott elő. 1866-tól 1872-ig a Matematika, Mechanika és Általános Gépszerkezettan Tanszék vezetője volt. 1872-ben a géptani tanszék vezetését vette át. Az újonnan megalakult tanszék a vaskohászati szakon "Géptan és gépszerkezettan", valamint "Vasgyári gépek szerkesztése és elmélete" tárgyakat oktatta.
1870-ben Selmecbányán ismerkedett meg, az akkor odakerült Schenek Istvánnal. Schenekkel közösen több kémiai jellegű találmányuk volt. Bécsben például éremmel tüntették ki világítógáz fejlesztőjüket. Közös munkájuk közül azonban a legjelentősebb, -amellyel külföldön is ismertté váltak- a Schenek-Farbaky-féle kénsavas ólomakkumulátor volt.
A 19. század végén Európában ipari fellendülés következett be. Megnőtt az érdeklődés a műszaki pályák iránt. Selmecbányán 1880-as évek elején a Bányászati és Erdészeti Akadémiához új akadémiai épületet emeltek. Az új iskolarész világítását Schenek, és Farbaky professzorok korszerű módon kívánták megoldani. A gázvilágítás kellemetlen égéstermékei, és gyenge fényereje miatt kedvezőtlen volt. A villamos világítás megvalósítására gazdaságilag nem volt lehetőség, mert erőtelepre, dinamógépre lett volna szükség, viszont egy a tanműhely erőgépével meghajtott dinamó alkalmas volt akkumulátor töltésre, ezért végül akkumulátoros világítást céloztak meg. Az akkori akkumulátorok megbízhatatlansága, jelentékeny ára miatt a két professzor úgy döntött, hogy maguk készítik el az Akadémia új világító telepét.

## Az akkumulátor
Gustav Planté a párizsi Sorbonne tanára már 1859-ben elkészítette az első készüléket, és ezzel elvileg megoldotta a villamos áram tárolásának kérdését, de ez két évtizeden keresztül csak laboratóriumi eszköz maradt. A "Daniell" elemekkel előállított tárolható villamos töltés gyakorlati célra nem volt alkalmas. Ernst Werner von Siemens 1867. évi dinamója adott új lendületet az akkumulátor fejlesztésnek. 1881-ben Fauré alkalmazta először az ólomlemezre felkent ólomsókat, ugyanekkor készített Ernst Volckmar német kutató ólomrácsos szerkezetű akkumulátort, De Kabath a hatóanyag kihullásának megakadályozására perforált ólomlemezt alkalmazott.
Schenek, és Farbaky tanulmányozták az addig előállított akkumulátor szerkezeteket és elméletileg is tisztázták az akkumulátor működését. Korábban ugyanis még tévesen úgy ítélték meg, hogy a kénsav szerepe az elektrolit vezetővé tétele. Az elvi kérdések tisztázása után, sok-sok kísérlet eredményeként sikerült egy jól bevált gyártási módszert, hosszú élettartamú-, és kiváló mechanikai kivitelt kidolgozni. Az új akkumulátort először az 1885. évi Budapesti Országos Kiállításon mutatták be, ahol a nagy szenzáció- a Ganz által kiállított transzformátor- mellett is nagy feltűnést keltett! Híre Bécsbe is eljutott, ahol ekkor foglalkoztak a Burg, az Operaház és a Burg-Színház villamosításának megvalósításával. A kivitelező Ernst Biedermann nevű vállalkozó irányította. Nemzetközi versenyt írtak ki, melyen indult az Electrical Power Storage Co., Monier, Regnier, De Callo, és a magyar akkumulátorokat is számításba vették. A szakvéleményt Waltehofen bécsi egyetemi tanár állította ki a magyar akkumulátorokról, mely megállapította: "... az eredmények a legjobbak, amelyet eddig akkumulátorokkal egyáltalán elértek". Így a magyarok nyerték el a szállítás jogát. Ekkor Biedermann ajánlatot tett a találmány megvételére. A két tanár az egész kultúrvilágra kiterjedően eladta találmányát. Biedermann először pontosan teljesítette kötelezettségeit, majd csődbe ment, tovább semmit nem fizetett. Így az ügyet perre vitték, mely évekig húzódott. Jellemző a berendezés kiváló voltára, hogy a per alatt a Siemens cég is meg akarta vásárolni a szabadalmat, amit a feltalálók korrektül visszautasítottak. Tönkre is mentek, érthető elkeseredésükben 1892-ben abbahagyták a tanári pályát, és nyugalomba vonultak.

## Közéleti tevékenysége
1876-tól az Akadémia igazgatója hatszori újraválasztással. Amikor 1892-ben Selmecbánya országgyűlési képviselőjévé választották, mint tanszékvezető nyugalomba vonult. 1881–1892 között szerkesztője a Bányászati és Kohászati Lapoknak. Jelentős szerepe volt a bányászati, valamint a vele kapcsolatos tudományok fejlesztésében és magyar szaknyelvének kialakításában. Több bányászati, kohászati és kémiai szabadalma ismeretes, s szakirodalmi tevékenysége is számottevő. Az első volt a magyar műszaki irodalomban, aki a fogaskerekek számításával és ennek egyszerűsítésével foglalkozott.
Nyugalomba vonulása után tevékenyen részt vett a közgazdasági életben, és nagy érdemei voltak a bányászat és a vele rokon iparágak fejlesztésében, az erdészeti oktatás magyar nyelvűvé tételében és az „Erdészeti Lapok” megalapításában. Az OMBKE egyik alapítója, alelnöke.
Élete végéig Selmecbányához kötődött. Selmecbányán 1928. december 3-án hunyt el.

## Elismerései
- MTA Marczibányi-díj
- 1876-tól a Bányászati és Erdészeti Akadémia igazgatója hatszori újraválasztással.
- 1892-ben országgyűlési képviselő
- 1892 Osztrák-Császári Vaskorona-rend III. osztálya
- Az OMBKE egyik alapítója, alelnöke.